# Walter Hallberg
Walter Hallberg (Valter Isidor Napoleon) född 18 juli 1907 i Borås, Västergötland, död 8 december 1997 i Johannes församling, Stockholm, svensk sångare och musiker (saxofon, piano
Hallberg inledde sin musikerkarriär som gårdsmusikant. 1938 fick han möjlighet att spela in sin första grammofonskiva och några år senare under andra världskriget var han verksam som fältartist.

## Kompositioner och sångtexter i urval
- Det var länge se'n sist - text och musik
- Susa aftonvind - text och musik

## Diskografi i urval
- Det borde vara förbjudet med så vackra ögon, ur filmen Adolf klarar skivan - Olle Johnny & Co
- Drömmarnas ö - Tahiti - Yngve Stoors hawaiiorkester
- Han hade seglat för om masten - Arena orkester
- Den tid vi förbida - Olle Johnnys Orkester
- I vårt eget lilla sagoland - Olle Johnnys Orkester